# Nguyễn Vinh Khoa
Nguyễn Vinh Khoa là nam đạo diễn - kỹ sư âm thanh người Việt Nam, ông từng liên tiếp giành giải Thiết kế âm thanh xuất sắc tại hai kỳ Liên hoan phim Việt Nam - Lần thứ 20 và Lần thứ 21. Ông hiện đang thuộc biên chế của Hãng phim Tài liệu và Khoa học Trung ương.
Nguyễn Vinh Khoa được Nhà nước Việt Nam phong tặng danh hiệu Nghệ sĩ ưu tú năm 2024.

## Tác phẩm
| Năm  | Tựa đề                                             | Đạo diễn                  | Vai trò       | Chú thích |
| ---- | -------------------------------------------------- | ------------------------- | ------------- | --------- |
| 2005 | Sự sống rừng Cúc Phương                            | Lại Văn Sinh              | Âm thanh      |           |
| 2005 | Còn lại với thời gian                              | Lê Hồng Chương            | Âm thanh      |           |
| 2016 | Muốn về nhà                                        | Hoàng Dũng                | Âm thanh      |           |
| 2018 | Nhớ biển                                           | Hoàng Dũng                | Âm thanh      |           |
| 2020 | 75 năm – Ký ức hào hùng và niềm kiêu hãnh Việt Nam | Hoàng Dũng                | Âm thanh      |           |
| 2022 | Khi họ có niềm tin                                 | Nguyễn Tiến Dũng          | Âm thanh      |           |
| 2023 | Tìm lại tuổi thơ qua trò chơi dân gian             | Hoàng Dũng                | Âm thanh      |           |
| 2023 | Những tù nhân không số                             | Đào Duy Từ, Nguyễn Sỹ Hảo | Âm thanh      |           |
| 2024 | 7 quãng nhân sinh Điềm Phùng Thị                   | Đào Duy Từ                | Đồng đạo diễn | [ 4 ]     |
| 2024 | Dòng sông ký ức                                    | Nguyễn Thước              | Âm thanh      |           |

## Giải thưởng
| Năm  | Giải thưởng                        | Hạng mục      | Đề cử                      | Tác phẩm    | Kết quả   | Chú thích |
| ---- | ---------------------------------- | ------------- | -------------------------- | ----------- | --------- | --------- |
| 2017 | Liên hoan phim Việt Nam lần thứ 20 | Phim khoa học | Thiết kế âm thanh xuất sắc | Muốn về nhà | Đoạt giải | [ 1 ]     |
| 2019 | Liên hoan phim Việt Nam lần thứ 21 | Phim tài liệu | Thiết kế âm thanh xuất sắc | Nhớ biển    | Đoạt giải | [ 2 ]     |